# St. Johannes der Täufer (Markt Taschendorf)

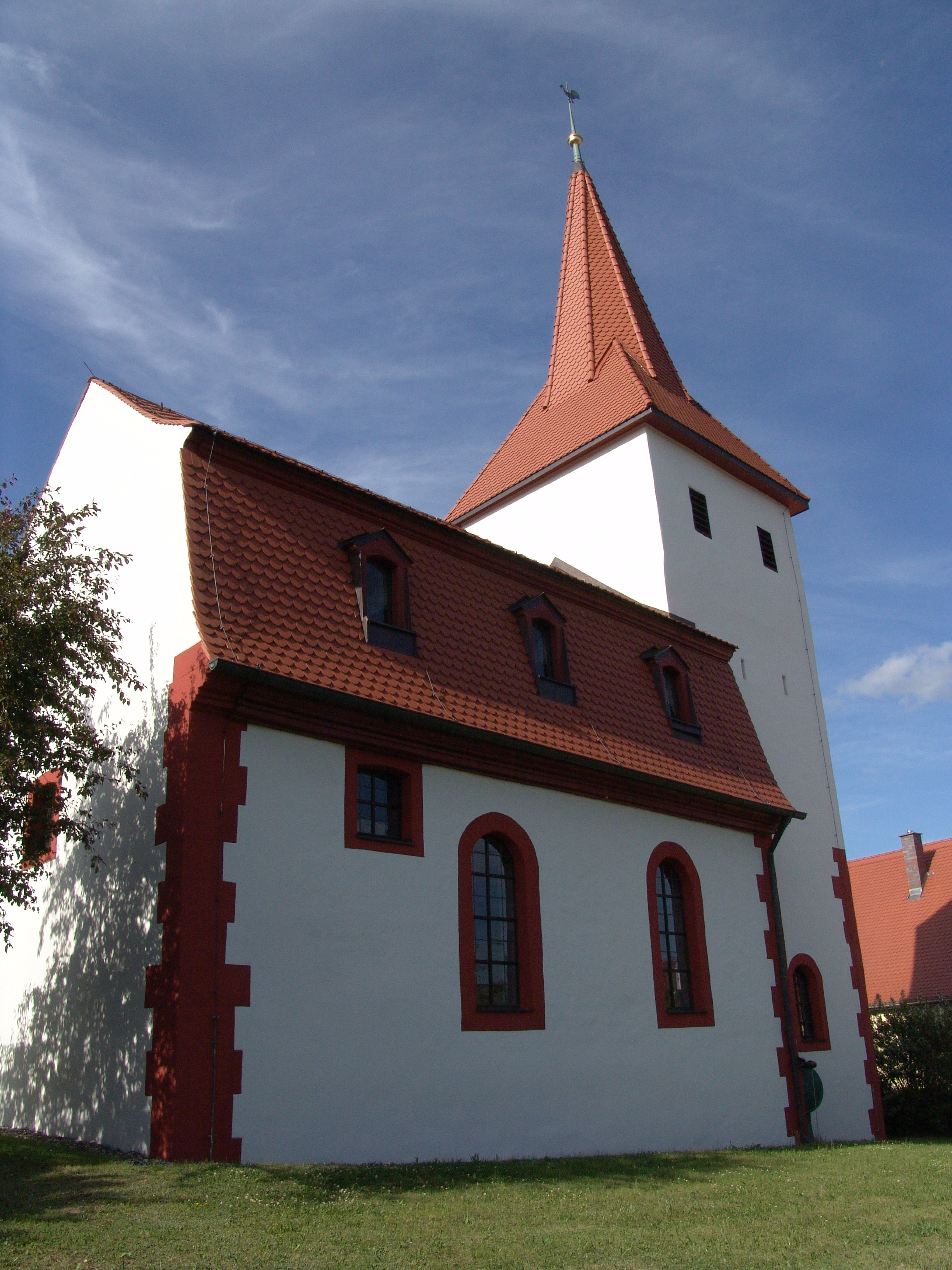
St. Johannes der Täufer in Markt Taschendorf

Die evangelische, denkmalgeschützte Pfarrkirche St. Johannes der Täufer steht in Markt Taschendorf, einem Markt im Landkreis Neustadt an der Aisch-Bad Windsheim (Mittelfranken, Bayern). Das Bauwerk ist unter der Denkmalnummer D-5-75-147-3 als Baudenkmal in der Bayerischen Denkmalliste eingetragen. Die Kirchengemeinde gehört zur Pfarrei Markt Taschendorf-Gleißenberg im Dekanat Markt Einersheim im Kirchenkreis Ansbach-Würzburg der Evangelisch-Lutherischen Kirche in Bayern.

## Beschreibung
Der Chorturm mit dem Obergeschoss aus verputztem Holzfachwerk und achtseitigem Knickhelm stammt im Kern aus dem 15. Jahrhundert. Das an ihn angebaute Langhaus wurde 1728 durchgreifend verändert, es wurde mit einem Mansarddach mit Dachgauben bedeckt, das für den Innenraum genutzt wird. 
Der Innenraum des Chors, d. h. das Erdgeschoss des Chorturms, ist mit einem mit Fresken verzierten Tonnengewölbe überspannt, der des Langhauses, der mit doppelstöckigen Emporen an den Längsseiten ausgestattet ist, mit einer Flachdecke, an der sich ebenfalls Fresken befinden. Die Orgel mit acht Registern, einem Manual und einem Pedal wurde 1936 von G. F. Steinmeyer & Co. gebaut.